# Mailleroncourt-Saint-Pancras
Mailleroncourt-Saint-Pancras é uma comuna francesa na região administrativa de Borgonha-Franco-Condado, no departamento de Alto Sona. Estende-se por uma área de 14,9 km². Em 2010 a comuna tinha 195 habitantes (densidade: 13,1 hab./km²).